# Regiones di Febe
Segue una lista delle regiones presenti sulla superficie di Febe. La nomenclatura di Febe è regolata dall'Unione Astronomica Internazionale; la lista contiene solo formazioni esogeologiche ufficialmente riconosciute da tale istituzione.
Le regiones di Febe portano i nomi di personaggi legati al mito di Febe.

## Prospetto
| Regio      | Eponimo                   | Latitudine | Longitudine | Diametro |
| ---------- | ------------------------- | ---------- | ----------- | -------- |
| Leto Regio | Leto - La figlia di Febe. | 60° N      | 20° W       | 95 km    |